# Benny Chan
Benny Chan Muk-Sing (Hong Kong, 7 ottobre 1969 – Hong Kong, 23 agosto 2020) è stato un regista, sceneggiatore e produttore cinematografico cinese.

## Biografia

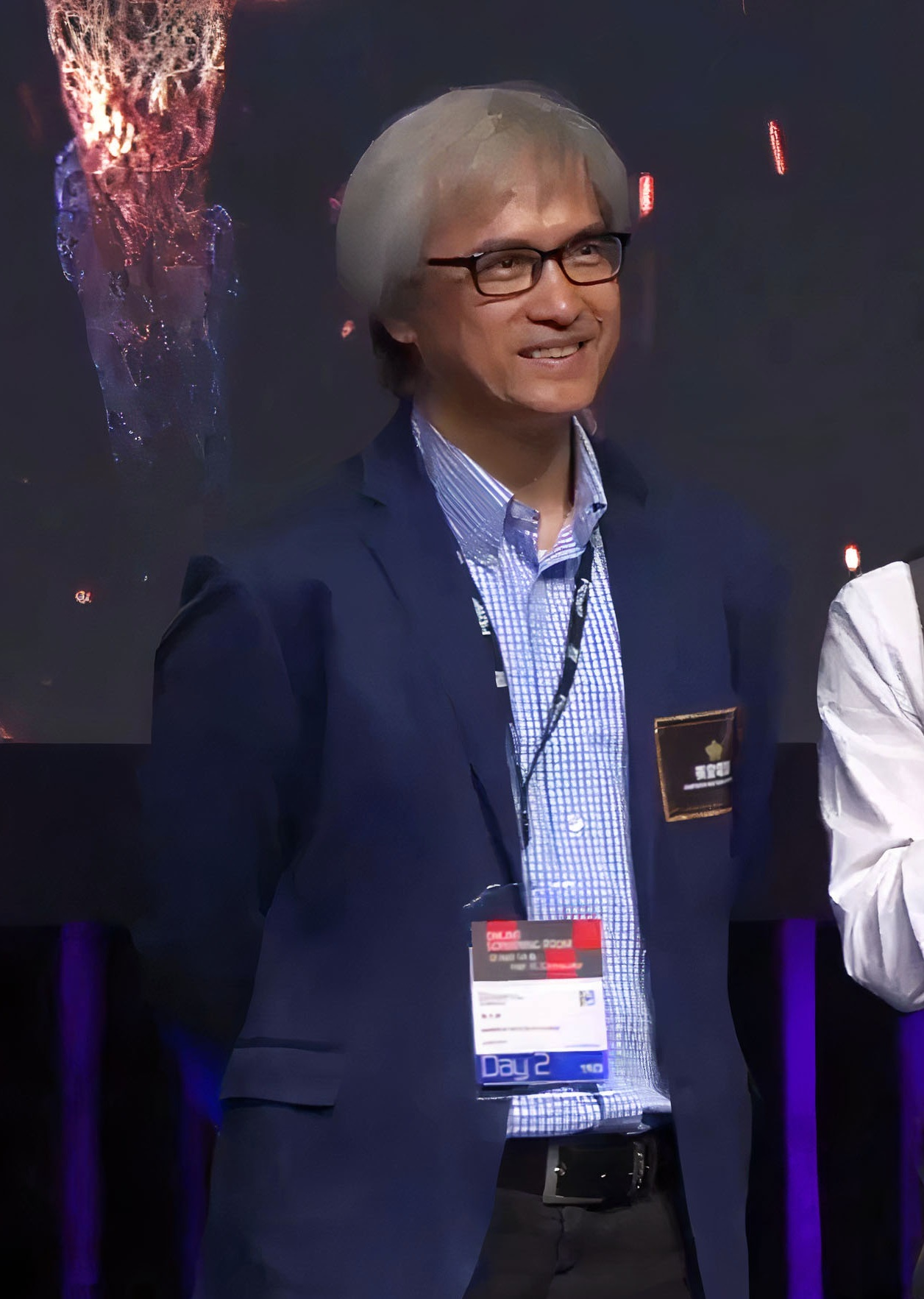

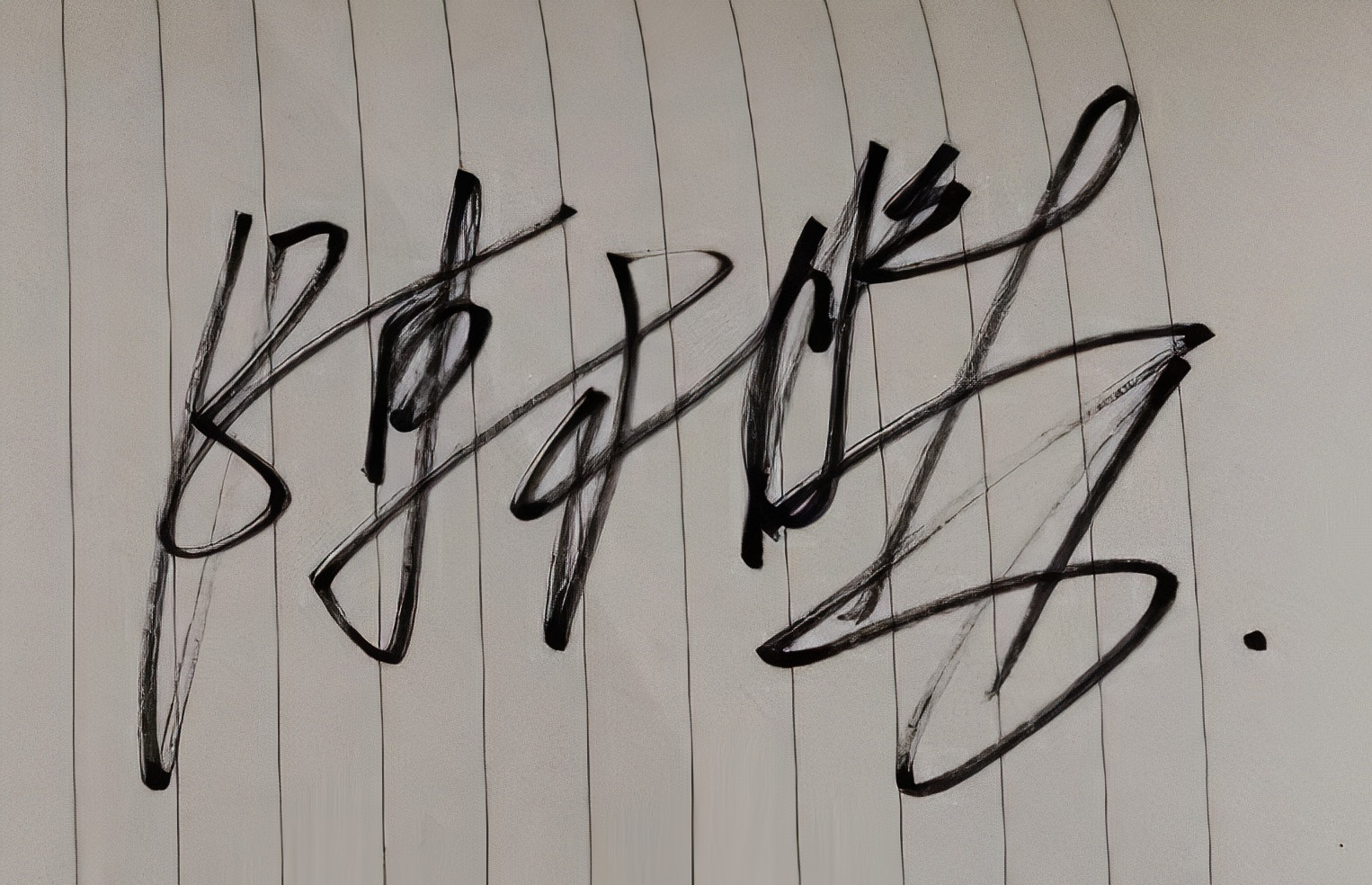

Iniziò la sua carriera nel 1990 con il film A Moment of Romance, prodotto da Johnnie To e interpretato da Andy Lau. Dopo aver girato nel 1993 il film The Magic Crane, Chan ottenne una nomination agli Hong Kong Film Awards come miglior regista con Big Bullet. Nel 1998 intraprese la collaborazione con Jackie Chan che lo porterà alla realizzazione di una serie di film di grande successo come Senza nome e senza regole, New Police Story, Rob-B-Hood e Shaolin.
Benny Chan è morto nell'agosto del 2020 per un carcinoma nasofaringeo.

## Filmografia

### Regista
- A Moment of Romance (1990)
- Son on the Run (1991)
- What a Hero! (1992)
- The Magic Crane (1993)
- A Moment of Romance 2 (1993)
- Happy Hour (1995)
- Fist of Fury (1995)
- Big Bullet (1996)
- Senza nome e senza regole (1998)
- Gen-X Cops (1999)
- Gen-Y Cops (2000)
- Heroic Duo (2003)
- New Police Story (2004)
- Divergence (2005)
- Rob-B-Hood (2006)
- Invisible Target (2007)
- Connected (2008)
- Chocolate Lovers (2008)
- City Under Siege (2010)
- Shaolin - La leggenda dei monaci guerrieri  (2011)
- The White Storm (Sou duk) (2013)
- Call of Heroes (2016)
- Meow (2017)
- Raging Fire (2021)